# Edward Herbert, 1. Baron Herbert of Cherbury

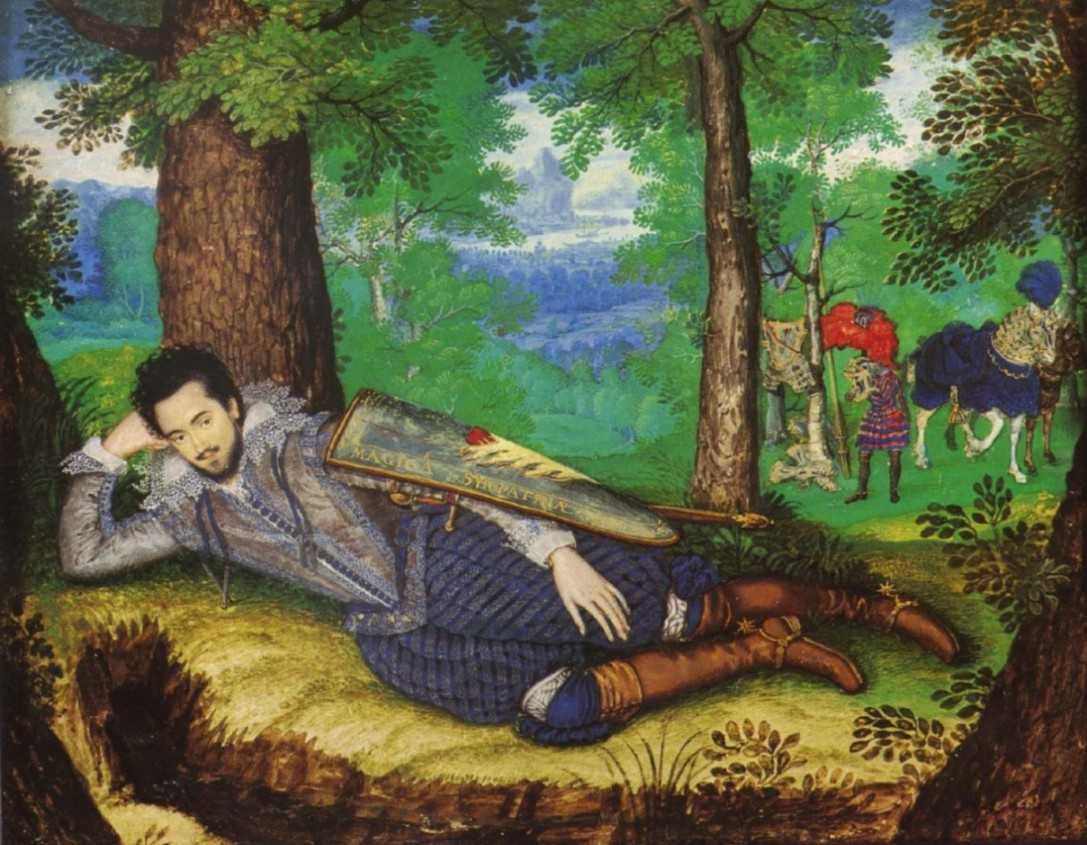
Sir Edward Herbert, Porträt von Isaac Oliver um 1610–14

Edward Herbert, 1. Baron Herbert of Cherbury, 1. Baron Herbert of Castle Island (* 3. März 1583 in Eyton on Severn, Shropshire; † 5. August 1648 in London) war ein anglo-walisischer Politiker, Militär, Diplomat, Historiker, Dichter und Religionsphilosoph.

## Leben
Er entstammte einer Nebenlinie der Adelsfamilie Herbert und war der älteste von sieben Söhnen des Richard Herbert, Gutsherr von Montgomery Castle und Sheriff von Montgomeryshire, aus dessen Ehe mit Magdalen Newport, Tochter des Sir Richard Newport, Gutsherr von Eyton in Shropshire. Er wurde zunächst von einem Privatlehrer erzogen, besuchte von 1593 bis 1595 die Schule von Diddlebury in Shropshire und von 1596 bis 1600 das University College der Universität Oxford. Von 1608 bis 1609 unternahm er eine Grand Tour nach Frankreich.
1599 heiratete er Mary Herbert (1575–1634), Tochter des Sir William Herbert, Gutsherr von St. Julians in Montgomeryshire, Mortlake in Surrey und Castle Island im County Kerry. Mit ihr hatte er mindestens zwei Söhne und Töchter.
1601 war er als Knight of the Shire für Montgomeryshire und von 1604 bis 1611 für Merionethshire Mitglied des englischen House of Commons. Anlässlich der Krönung Jakobs I. 1603 wurde er zum Knight of the Bath geschlagen. Von 1603 bis 1642 war er Friedensrichter für Montgomeryshire und von 1626 bis 1642 auch Friedensrichter für Shropshire. Von November 1604 bis Februar 1606 war er auch Sheriff von Montgomeryshire.
1610 nahm er als Offizier in einem englischen Freiwilligenkontingent in der niederländischen Armee im Rahmen des Jülich-Klevischen Erbfolgestreits an der Belagerung von Jülich teil. 1614 bewarb er sich erfolglos darum, in französischen Diensten in Frankreich ein Reiterregiment zur Bekämpfung einer drohenden Rebellion des Prince de Condé anwerben zu dürfen. Stattdessen beteiligte er sich erneut in niederländischen Diensten am Feldzug in Jülich-Kleve. Nach dem dortigen Friedensschluss im selben Jahr reiste er nach Italien, wo der Herzog von Savoyen ihn beauftragte, in Frankreich hugenottische Veteranen für die savoyische Armee anzuwerben. Kurz nach seiner Ankunft in Lyon wurde dort jede Rekrutierung durch fremde Mächte verboten und Herbert vom Gouverneur verhaftet. Auf Vermittlung des Duc de Montmorency wurde er schließlich freigelassen und kehrte Ende 1615 nach England zurück.
Zwischen 1619 und 1624 war er als Diplomat am französischen Hof in Paris. In Anerkennung seiner Dienste als Diplomat wurde er zum erblichen Peer erhoben. Am 31. Dezember 1624 erhielt er den irischen Titel Baron Herbert of Castle Island und am 7. Mai 1629 den englischen Titel
Baron Herbert of Cherbury. Durch die beiden Titel wurde er Mitglied sowohl des irischen, als auch des englischen House of Lords.
1622 ließ er seinen von seinem Vater geerbten befestigten Familiensitz Montgomery Castle um ein aufwändig gestaltetes, dreiflügliges Herrenhaus im mittleren Burghof erweitern. Im Englischen Bürgerkrieg stellte er sich zunächst auf die Seite der Royalisten, übergab aber im Sommer 1644 Montgomery Castle den Parlamentstruppen unter Thomas Myddelton und zog in sein Haus am Charing Cross in London um. Er starb 1648 und wurde in St Giles-in-the-Fields bestattet. Seine Baronstitel erbte sein älterer Sohn Richard.

## Philosophie
Nach Herbert ist Religion ganz und gar Sache der Vernunft (Deismus). Diese zielt darauf ab, primär im Dienste der Moral zu stehen. Seiner Argumentation nach kann der Mensch nur dann den Fokus auf das individuelle Menschsein legen, wenn die Moral den Mittelpunkt des Lebens darstellt. Mit dieser Vorstellung ist er ein klassischer Vertreter der
natürlichen Religion. Er gilt als Begründer der 5 Grundprinzipien der natürlichen Religion, die er als veritates catholicae bezeichnet hat.
Die 5 Grundprinzipien der natürlichen Religion
1. Die Annahme eines höheren Wesens
2. Die Pflicht seiner Verehrung
3. Eine moralische Lebensführung
4. Sünden und Vergehen müssen bereut und gebüßt werden
5. Belohnung und Bestrafung des Guten wie Bösen nach dem Tod

Diese fünf Grundprinzipien sind allen Menschen gleichermaßen durch ihre Vernunft zugänglich und lassen sich durch den natürlichen Instinkt erfassen.

## Werke
- Hauptwerke, London 1738–40. Reprint in 3 Bänden hrsg. und eingeleitet von Günter Gawlick. Frommann-Holzboog, Stuttgart-Bad Cannstatt 1966–71, ISBN 978-3-7728-0199-0.
- De Veritate, übersetzt ins Englische von Meyrick H. Carré (1937); Faksimile-Ausgabe von Thoemmes Continuum (1999), ISBN 1-85506-126-0,
- John Churton Collins (Hrsg.): The Poems of Lord Herbert of Cherbury. Chatto and Windus, London 1881 (Digitalisat im Internet Archive).
- G. C. Moore Smith (Hrsg.): The Poems English and Latin of Edward Lord Herbert of Cherbury. Oxford University Press, Oxford 1923.
- Sidney Lee (Hrsg.): The Autobiography of Edward, Lord Herbert of Cherbury. Nimmo, London 1886 (Digitalisat im Internet Archive).